# Czapajeuski (obwód homelski)
Czapajeuski (biał. Чапаеўскі; ros. Чапаевский, Czapajewskij; hist. pol. Bereściany Zawod; biał. Берасцяны́ Заво́д, Bierasciany Zawod) – osiedle na Białorusi, w obwodzie homelskim, w rejonie lelczyckim, w sielsowiecie Bujnowicze.